# Graham Evans
Graham Thomas Evans (né le 10 novembre 1963) est un homme politique du Parti conservateur britannique qui est député de Weaver Vale dans le Cheshire de 2010 à 2017.

## Jeunesse et carrière
Evans est né dans un logement social à Poynton, dans le Cheshire. Après avoir fréquenté le Poynton High School, puis une école polyvalente, il en sort avec peu de diplômes . Il travaille comme empileur d'étagères dans un supermarché local. Graham étudie ensuite à l'école du soir et obtient un diplôme en commerce et un diplôme en gestion du marketing de l'Université métropolitaine de Manchester. Il obtient ensuite une maîtrise du Kings College de Londres. Il fait carrière pendant vingt ans dans le secteur manufacturier, travaillant pour des sociétés telles que BAE Systems et Hewlett Packard . Il passe quatre ans comme agent spécial dans la police du Cheshire .

## Carrière politique
Evans sert dix ans en tant que conseiller local au conseil municipal de Macclesfield, jusqu'à l'abolition du conseil en 2009 .
Evans se présente sans succès aux élections générales de 2005 dans la circonscription de Worsley . En juillet 2007, il est sélectionné par une primaire ouverte comme candidat conservateur pour Weaver Vale. Il est élu aux élections générales de 2010 avec un swing de 8,1% - le swing le plus élevé du pays. Graham est réélu député de Weaver Vale en 2015.
Il siège au comité restreint du travail et des retraites après avoir été élu en novembre 2012  et au comité exécutif du comité 1922 entre l'automne 2012 et janvier 2014.
En janvier 2014, Evans est nommé secrétaire parlementaire privé de Greg Barker, ministre d'État à l'Énergie et au Changement climatique. De juillet 2014 jusqu'à ce qu'il perde son siège, il est secrétaire parlementaire privé de Michael Fallon, secrétaire d'État à la Défense.
Evans est opposé au Brexit avant le référendum de 2016. Lors des élections législatives anticipées tenues le 8 juin 2017, Evans perd son siège face au candidat travailliste Mike Amesbury.
Il entre à la chambre des lords en novembre 2022.